# Сідні Говард
Сідні Коу Говард (англ. Sidney Coe Howard; 26 червня 1891 — 23 серпня 1939) — американський драматург і сценарист. Він отримав Пулітцерівську премію в 1925 році і посмертно премію «Оскар» в 1940 році за сценарій до фільму Віднесені вітром.
Сідні Говард був двічі одружений, вперше 1 червня 1922 на Клер Еймс, з якою він був у шлюбі 8 років. Проте через рік після розлучення, він вдруге одружився з Леопольдою Блейн Демрош. Всього у нього було 5 дітей (1 дитина від першого шлюбу і 4 від другого).
Сідні загинув під час роботи на своїй фермі в штаті Массачусетс (на нього впав трактор).

## Вибрана фільмографія
- 1929: Ув'язнений / Condemned
- 1929: Бульдог Драммонд / Bulldog Drummond
- 1930: Лотерея / Raffles
- 1931: Ерровсміт / Arrowsmith
- 1933: Крістофер Бін / Christopher Bean